# میهران آقابابیان
میهران سیراکانی آقابابیان (ارمنی: Միհրան Սիրականի Աղբաբյան؛ زادهٔ ۹ دسامبر ۱۹۲۳ - درگذشته ۱۲ فوریهٔ ۲۰۱۹) مهندس و لرزه‌شناس ارمنی‌تبار اهل ایالات متحده آمریکا بود.

## زندگی‌نامه
وی در ۹ دسامبر ۱۹۲۳ در لارناکا، قبرس به دنیا آمد و در حلب بزرگ شد و از دانشگاه آمریکایی بیروت فارغ‌التحصیل گشت. وی برنده جوایزی همچون مدال موسس خورناتسی، نشان افتخار ساهاک مقدس-مسروپ مقدس و دکتری افتخاری دانشگاه دولتی ایروان است. وی در ۱۲ فوریه ۲۰۱۹ در سن ۹۵ سالگی در لس آنجلس کالیفرنیا، ایالات متحده آمریکا درگذشت.